# Karlowo

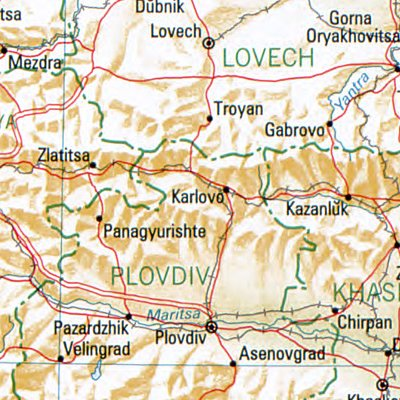
Karlowo – Bulgarien – Nachbarorte: Kasanlak, Gabrowo, Trojan, Lowetsch, Gorna Orjachowiza, Mesdra, Slatiza, Panagjurischte, Pasardschik, Welingrad, Plowdiw, Assenowgrad, Tschirpan

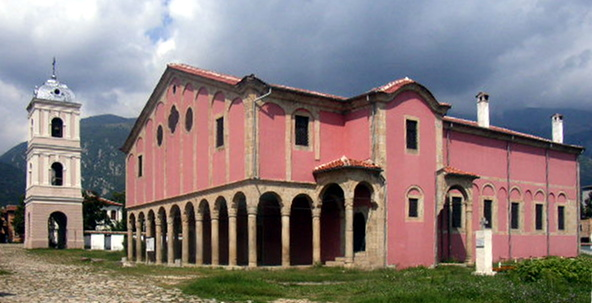
St-Nikolaus-Kirche in Karlowo

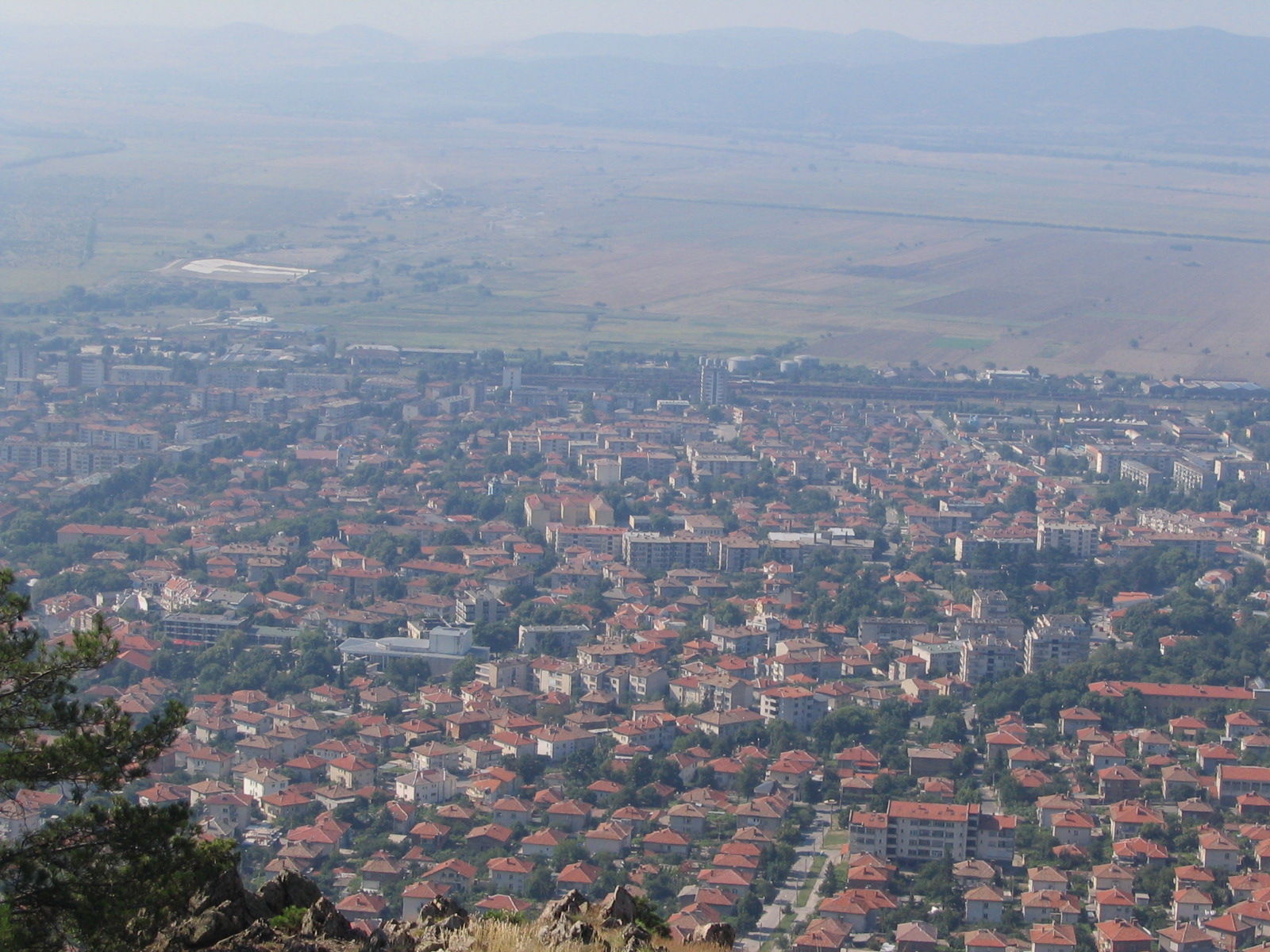
Blick vom Balkangebirge nach Süden – auf die Stadt Karlowo

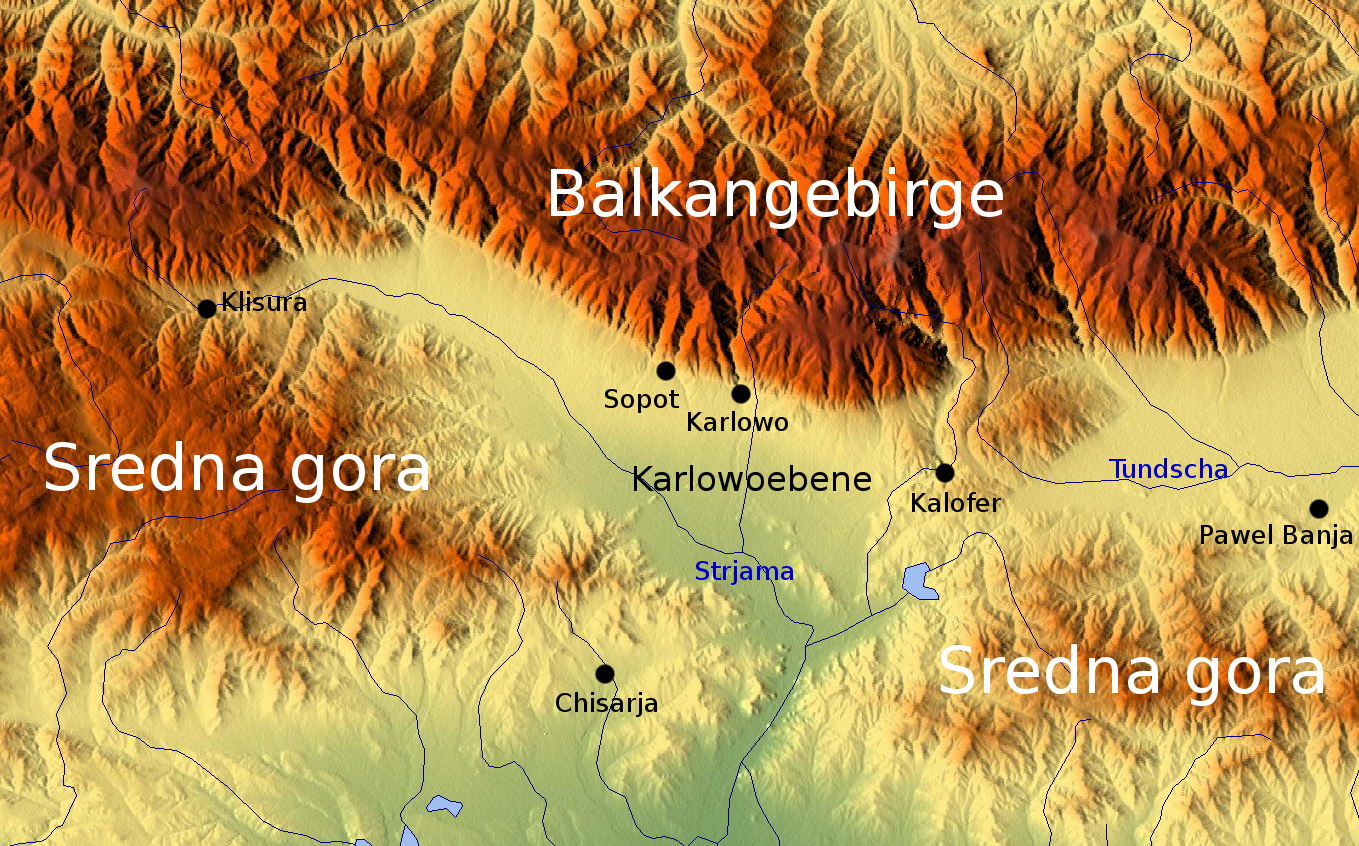
Karlowo im westlichen Rosental

Karlowo [ˈkarɫovo] (bulgarisch Карлово) ist eine Stadt und Verwaltungszentrum einer gleichnamigen Gemeinde in Zentralbulgarien, in der Oblast Plowdiw.
Karlowo liegt am Südhang des Balkangebirges im Rosental, welches sich im Osten bis nach Kasanlak erstreckt. Die Stadt hat etwa 28.000 Einwohner und ist administratives Zentrum der gleichnamigen Gemeinde Karlowo.

## Geografie
Karlowo ist nach Plowdiw und Assenowgrad die drittgrößte Stadt in der Oblast Plowdiw. Karlowo liegt auf 386 m Höhe im nördlichen Teil der Karlowoebene (bulg. Карловско поле), das im Norden vom Balkangebirge und im Nordosten von der Sredna Gora begrenzt wird. Die Gebirgsgegend Kosniza, gelegen in der Nähe der Stadt Klissura, trennt nach Westen die Karlowoebene, die wegen des hier fließenden Stremska-Flusses auch als Stremska-Tal bezeichnet wird, von den benachbarten Talkesseln des Balkangebirges ab. Nach Osten reicht die Karlowoebene bis zur Stadt Kalofer, wo sie von einer kleinen Erhebung, genannt Krastez oder Straschate (bulg. Кръстец bzw. Стражата) begrenzt wird.
Karlowo liegt 120 km östlich der Hauptstadt Sofia, 56 km nördlich von Plowdiw und 7 km östlich von Sopot.

## Gliederung

### Gemeindegliederung
In der Gemeinde Karlowo (bulg. Община Карлово) sind außer den Städten Karlowo, Banja, Kalofer, Klissura noch folgende Orte eingegliedert:
| - Begunzi - Bogdan - Christo Danowo - Dabene - Domljan - Gorni Domljan - Iganowo - Karawaelowo - Karnare - Kliment - Kurtowo - Marino Pole | - Moskowez - Mratschenik - Pewzite - Prolow - Rosino - Slatina - Sokoliza - Stoletowo - Wassil Lewski - Wedrare - Wojnjagowo |

## Geschichte
Die Stadt entstand Ende des 14. Jahrhunderts und erlebte ihre Blütezeit in der Mitte des 19. Jahrhunderts.
Nachdem die Osmanen das benachbarte Sopot zerstört hatten, gründeten sie 1483 in der Nähe auf dem Gebiet des Dorfes Suschiza die Stadt Karlowo, um sie zum Verwaltungszentrum der Nachija (eine osmanische Verwaltungseinheit) auszubauen. Im Zentrum von Karlowo steht noch heute die Kurschum-Moschee aus dieser Zeit. Zur Sicherung des Unterhalts für die Kurschum-Moschee wurde 1479 eine islamische, religiöse Stiftung (Vakuf) eingerichtet – die „Vakuf von Ali Karlasade“, der die Gebiete rund um Karlowo übertragen wurden.
Bereits mit der Gründung von Karlowo begann der Streit um die Stadtgrenzen zwischen Sopot und Karlowo. Der Streit erreichte 1633 seinen Höhepunkt, so dass Sultan Murad IV. persönlich eine Verordnung (Ferman) erlassen musste und Beamte aus Istanbul und Stara Sagora schickte, um die Grenzen zwischen Karlowo und Sopot festzulegen. Der Gebietsstreit wurde natürlich zugunsten des Vakufs, also Karlowos, entschieden.
Der Name der Stadt Karlowo stammt wahrscheinlich von Karl Bay, dem Landbesitzer der Ländereien um die Stadt.
Das Bildungswesen erreichte in der Zeit der bulgarischen Aufklärung ihren Höhepunkt, als Rajno Popowitsch 1828 Lehrer in der Stadt wurde und die nächsten rund 25 Jahre ununterbrochen in der Stadt unterrichtete. 1859 wurde Wassil Lewski in Karlowo von Bischof Paisij von Plowdiw zum Archidiakon in der Mariä-Himmelfahrt-Kirche geweiht.
1869 wurde das erste Tschitalischte in Karlowo eröffnet in dem im selben Jahr die zweite Frauengesellschaft in Bulgarien durch Anastasia Rajnowa und Anitsa Pulewa gegründet wurde.
Die Stadt trug 1953 bis 1962 den Namen Lewskigrad, nach dem Revolutionär und Aktivisten der Bulgarischen Nationalen Wiedergeburt Wassil Lewski. In der Nähe Karlowos wurden in den Jahren 2006/2007 verschiedene frühzeitliche Goldartefakte entdeckt.

## Wirtschaft und Infrastruktur
Karlowo ist bekannt für die Rosenölproduktion, welches in der Parfümproduktion eingesetzt wird, auch Lavendel wird für diese Zwecke angebaut. Ansässige Unternehmen sind zum Beispiel DB Cargo Bulgaria, ein Fleischkombinat der Boni Holding, ein Lager der MTD, Awtoelektrik Bulgaria und verschiedene Firmen für Gartentechnik. Viele davon in einem Industriegebiet südlich des Bahnhofs. 10 Kilometer südlich der Stadt, beim Dorf Wedrare, gab es ein Traktorenwerk, in dem der Kleintraktor Bolgar hergestellt wurde.
Karlowo liegt an der Straße I. Ordnung I-6 und an der Bahnstrecke Sofia–Simniza, die beide in West-Ost-Richtung verlaufen. In südliche Richtung zweigen hier die Straße II-64 bzw. die Bahnstrecke Plowdiw–Karlowo ab.

## Sehenswürdigkeiten

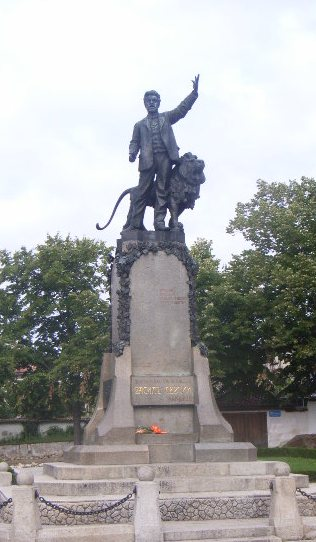
Das Denkmal von Wassil Lewski

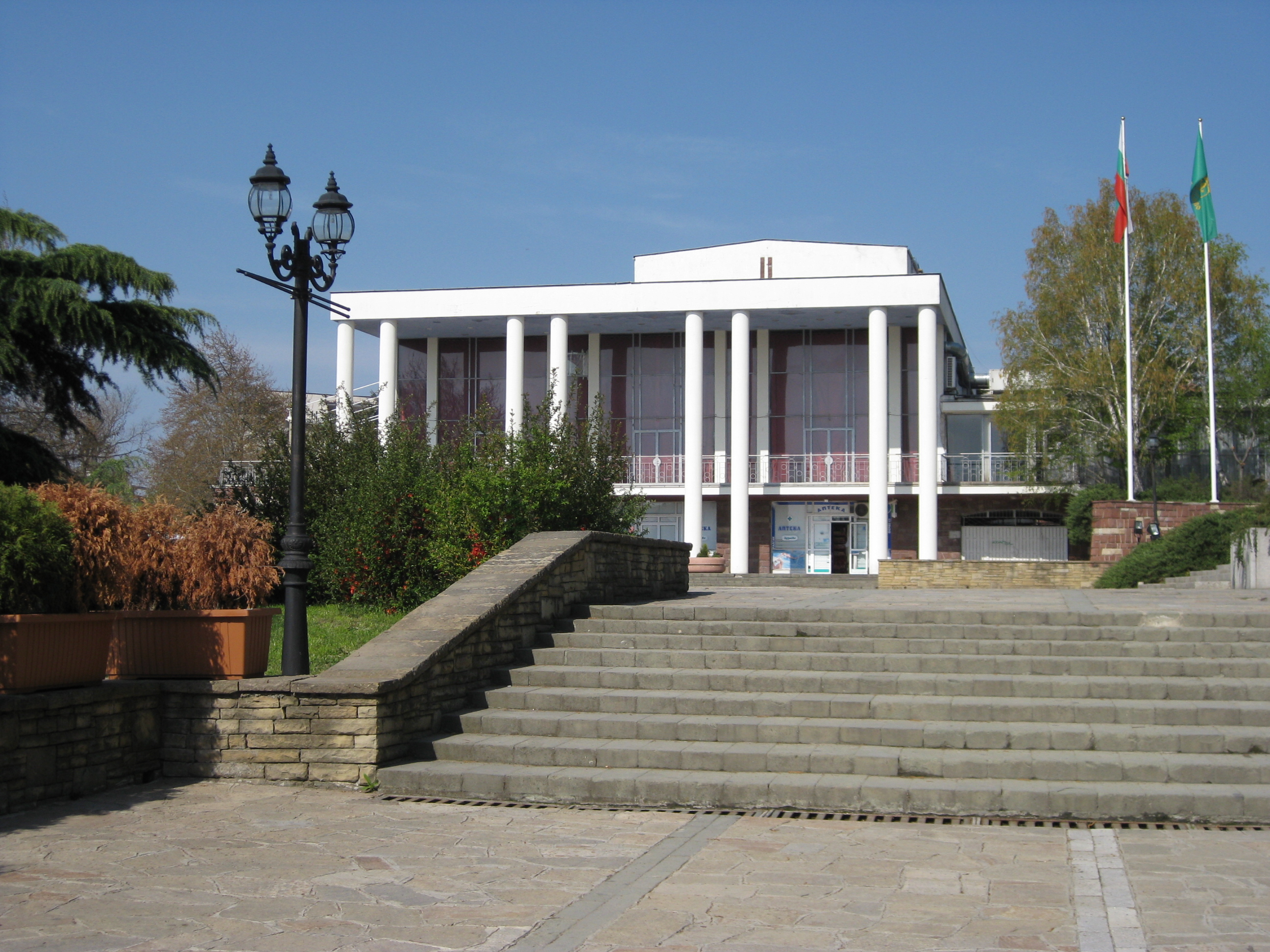
Haus der Kultur – Karlovo – Stadtzentrum

Der berühmteste Sohn der Stadt ist der Revolutionär Wasil Lewski, dessen Geburtshaus heute als Museum besichtigt werden kann. Das Museums-Haus gehört zu den 100 nationalen touristischen Objekten Bulgariens. Das Denkmal von Wassil Lewski wurde vom bulgarischen Staat mit dem Europäischen Kulturerbe-Siegel ausgezeichnet.
Karlowo ist ein Ausgangspunkt für den regionalen Tourismus in der Balkanregion.
Der Wasserfall Sutschurum (bulg. Сучурум) ist Teil des Naturschutzreservates, das sich oberhalb von Karlowo im Balkangebirge befindet.
10 km südlich von Karlowo in der Stadt Banja gibt es warme Mineralquellen und Spa-Hotels.
Jährlich am ersten Samstag im Juni findet in Karlowo das Fest der Rose statt.
Ebenso wird jedes Jahr der Geburtstag (18. Juli) und der Todestag (18. Februar) von Wassil Lewski feierlich begangen.

## Sonstiges
In Karlowo ist die 61. mechanisierte Brigade (bulg. Стрямска механизирана бригада) der bulgarischen Armee stationiert. Die Karlowska lukanka (bulg. Карловска луканка) ist eine geschützte und durch das Patentamt der Republik Bulgarien patentierte Wurstmarke. Ferner ist der Karlovo Peak nach der Stadt benannt, ein Berg auf der Livingston-Insel in der Antarktis.

## Söhne und Töchter der Stadt
- Iwan Bogorow (1818–1892), Arzt, Enzyklopädist und Aufklärer aus der Zeit der Bulgarischen Nationalen Wiedergeburt
- Wassil Lewski (1837–1873), führender Revolutionär und Ideologe der bulgarischen Freiheitsbewegung
- Petar Aleksandrow (* 1962), Fußballtrainer und ehemaliger Fußballspieler
- Nikolaj Buchalow (* 1967), Kanute
- Donka Mintschewa (* 1973), Gewichtheberin

## Städtepartnerschaften
- Brjansk, Russland
- Konin, Polen
- Baranawitschy, Belarus
- Seeheim-Jugenheim, Deutschland, seit 2018